# 无量寺乡
无量寺乡，是中华人民共和国河南省驻马店市上蔡县下辖的一个乡镇级行政单位。

## 行政区划
无量寺乡下辖以下地区：
无量寺村、吴宋村、后陈村、王连湖村、陈寨庙村、堰南村、竹园村、五道庙村、寺西村、坡王村、七块店村、付刘村、苗庄村、郝庄村和张赵村。